# Mirrorcle World
「Mirrorcle World」（ミラクル・ワールド）は、日本の歌手・浜崎あゆみの43rdシングル。2008年4月8日にavex traxより発売。

## 解説
CDシングルとしては、前作「talkin' 2 myself」より約7か月ぶりのリリース。デビュー10周年記念シングルとして、デビューシングル「poker face」と同じ4月8日に発売された。
CD内容は2ndシングル「YOU」および5thシングル「Depend on you」をそれぞれアレンジして新録音したスペシャルトラックで2種あり、それぞれ「CD＋DVD」「CDのみ」の計4形態で発売された（収録曲参照）。4形態ともジャケットは全て異なっており、「CD＋DVD」のみ初回限定盤仕様として「豪華縦長スリーブケース」仕様で販売された。
「Mirrorcle World」は、2008年1月1日発売の9thアルバム『GUILTY』の収録曲「Mirror」を、ワンコーラスからフルコーラスにアレンジしたものである。
「Mirrorcle World」のプロモーションビデオの撮影はフランスのパリで行われ、CDジャケットの撮影もこの時に行われた。ジャケット写真では手ブラを披露しているが、男性禁制の厳戒態勢のもとで撮影された。
表題曲及びカップリング曲「Life」は共に、オリジナル・アルバム未収録となっている（ベスト盤にそれぞれ収録）。
本作で、オリコンシングル首位獲得回数が通算30作、シングル首位獲得年数は女性歌手初の10年連続となった。
初登場1位、累計売上19.3万枚。
本作で同年の「NHK紅白歌合戦」に10回目の出場を果たした。

## 収録曲
全曲作詞：ayumi hamasaki

### CD
1. Mirrorcle World "Original mix" [5:14]
作曲・編曲：Yuta Nakano
Panasonic デジタルカメラ「LUMIX FX35」TV-CFソング
第一興商 メロDAM CMソング
2. Life "Original mix" [3:47]
作曲：Tetsuya Yukumi / 編曲：Yuta Nakano
music.jp TV-CFソング
3. YOU "10th Anniversary version" [4:43]
作曲：Yasuhiko Hoshino / 編曲：HΛL
ジャケットA(AVCD-31429)、ジャケットC(AVCD-31431)のみ収録のスペシャルトラック
4. Depend on you "10th Anniversary version" [4:37]
作曲：Kazuhito Kikuchi / 編曲：CMJK
ジャケットB(AVCD-31430)、ジャケットD(AVCD-31432)のみ収録のスペシャルトラック
5. Mirrorcle World "Original mix -Instrumental-" [5:14]
6. Life "Original mix -Instrumental-" [3:47]
7. YOU "10th Anniversary version -Instrumental-" [4:43]
ジャケットA(AVCD-31429)、ジャケットC(AVCD-31431)のみ収録のスペシャルトラック
8. Depend on you "10th Anniversary version -Instrumental-" [4:37]
ジャケットB(AVCD-31430)、ジャケットD(AVCD-31432)のみ収録のスペシャルトラック

### DVD
1. Mirrorcle World (video clip)
監督：Kazuki Shimomura
2. Mirrorcle World (making clip)

## 収録アルバム
- Mirrorcle World
  - 『GUILTY』(Mirror)
  - 『A COMPLETE 〜ALL SINGLES〜』
- Life
  - 『A BALLADS 2』

## 収録ライブ映像
- Mirrorcle World
  - 『a-nation'08 〜avex ALL CAST SPECIAL LIVE〜』
  - 『ayumi hamasaki ASIA TOUR 2008 〜10th Anniversary〜 Live in TAIPEI』
    - 『A 50 SINGLES 〜LIVE SELECTION〜』

  - 『ayumi hamasaki PREMIUM COUNTDOWN LIVE 2008-2009 A』
  - 『ayumi hamasaki COUNTDOWN LIVE 2010-2011 A 〜do it again〜』
  - 『ayumi hamasaki 〜POWER of MUSIC〜 2011 A LIMITED EDITION』
  - 『ayumi hamasaki ARENA TOUR 2015 A Cirque de Minuit 〜真夜中のサーカス〜 The FINAL』
  - 『ayumi hamasaki Just the beginning -20- TOUR 2017 2017.7.17 Osaka-Jo Hall』(TROUBLE)
  - 『ayumi hamasaki COUNTDOWN LIVE 2019-2020 〜Promised Land〜 A』
  - 『ayumi hamasaki MUSIC for LIFE 〜return〜』
  - 『ayumi hamasaki 25th Anniversary LIVE』
  - 『ayumi hamasaki COUNTDOWN LIVE 2016-2017 A『Just the beginning -20-』』(ayumi hamasaki UNRELEASED LIVE BOX A)
- Life
  - 『ayumi hamasaki MUSIC for LIFE 〜return〜』（ボーナストラック）